# Портидж (округ, Висконсин)
Округ Портидж (англ. Portage County) располагается в штате Висконсин, США. Официально образован в 1841 году. По состоянию на 2010 год, численность населения составляла 70 019 человек.

## География
По данным Бюро переписи США, общая площадь округа равняется 2131,572 км2, из которых 2074,592 км2 суша и 56,980 км2 или 2,700 % это водоёмы.

## Население
По данным переписи населения 2000 года в округе проживает 67 182 жителей в составе 25 040 домашних хозяйств и 16 501 семей. Плотность населения составляет 32,00 человека на км2. На территории округа насчитывается 26 589 жилых строений, при плотности застройки около 13,00-ти строений на км2. Расовый состав населения: белые — 95,73 %, афроамериканцы — 0,32 %, коренные американцы (индейцы) — 0,36 %, азиаты — 2,25 %, гавайцы — 0,04 %, представители других рас — 0,43 %, представители двух или более рас — 0,86 %. Испаноязычные составляли 1,44 % населения независимо от расы.
В составе 32,10 % из общего числа домашних хозяйств проживают дети в возрасте до 18 лет, 55,10 % домашних хозяйств представляют собой супружеские пары проживающие вместе, 7,30 % домашних хозяйств представляют собой одиноких женщин без супруга, 34,10 % домашних хозяйств не имеют отношения к семьям, 24,50 % домашних хозяйств состоят из одного человека, 8,80 % домашних хозяйств состоят из престарелых (65 лет и старше), проживающих в одиночестве. Средний размер домашнего хозяйства составляет 2,54 человека, и средний размер семьи 3,07 человека.
Возрастной состав округа: 24,10 % моложе 18 лет, 16,20 % от 18 до 24, 27,70 % от 25 до 44, 21,10 % от 45 до 64 и 21,10 % от 65 и старше. Средний возраст жителя округа 33 лет. На каждые 100 женщин приходится 99,40 мужчин. На каждые 100 женщин старше 18 лет приходится 96,80 мужчин.